# 步济时
步济时，（英語：John Stewart Burgess，1883年7月12日—1949年8月16日），美国传教士，曾主持成立燕京大学社会学系并教授社会学，对中国的社会工作专业贡献很大，被誉为“中国社会工作之父”。

## 简介
步济时1883年7月12日出生于美国新泽西州默瑟县的一个城市平民家庭。父亲是一个陶瓷制造商，曾担任过美国驻英国的领事。步济时1905年以优等生的身份毕业于普林斯顿大学。毕业时他的父亲希望他去银行工作，但是步济时在普林斯顿大学受到John R. Nott 和 Sherwood Eddy的影响，决心通过基督教青年会成为一名传教士。而他的父亲究其一生都无法理解他的决定。
1905年毕业后，他前往日本东京的一所商业学校教授英语，1907年他从日本回国，1907-1908年他就读于欧柏林学院。1909年凭借以纽约华人的业余生活为研究对象的硕士论文，获得哥伦比亚大学社会学系硕士学位。同年6月19日结婚，婚后不久，受普林斯顿大学驻华同学会的委派，以传教士的身份来到北京基督教青年会工作。

## 贡献

### 在中国引进社会工作和社会调查
现在学界等普遍认为最早将社会工作的方法和模式引入中国的是步济时，并且认为他发起成立的北京社会实进会是中国最早的社会服务机构。
步济时来到北京后发现，学生对中国社会的改造有极大的热情。1912年10月6日，在他的主持下，来自北京3所教会学校和公立学校的40多名学生成立了“北京学生团实进会”。该学生团体作为北京基督教青年会的附属团体，宗旨是“联合北京青年学生，从事社会服务工作，以实行社会改良”。他将学生的改良社会的热情与社会服务工作结合起来，组织学生在平民社区中开办夜校，进行演说，开展慈善事业，进行救济活动。
北京社会实进会成立后，开展了一系列的工作，其中最有名的当属北京人力车夫调查。该调查是北京社会实进会组织的最早的社会调查，也是近代中国第一个社会调查。调查在1914—1915年间进行，步济时亲自设计调查问卷，组织北京社会实进会的学生搜集资料，北京大学社会学课程教授陶孟和分析资料并写出报告，他又做了补充说明。
在1918年，步济时组织学生帮助北京基督教青年会干事甘博在北京进行全面的社会调查。利用该数据写出的著作《北京的社会调查》于1921年在纽约出版，成为第一本正式出版的关于东方城市的社会学著作。

### 创建燕京大学社会学系
1919年步济时开始在燕京大學宗教學院教授社會學，1922年，他在燕京大學主持成立了社會學系，任系主任。燕京大学社会学系是我國成立最早的社會學系之一。最初6名教师均为美国人，1924年聘請中國教師許仕廉、陶孟和、李景漢等，分別講授「社會學原理」、「社會調查與研究方法」等課。

## 著作
- 《北京的行会》